# Onthophagus cervicapra
Onthophagus cervicapra är en skalbaggsart som beskrevs av Antoine Boucomont 1914. Onthophagus cervicapra ingår i släktet Onthophagus och familjen bladhorningar. Inga underarter finns listade i Catalogue of Life.